# ザ・ジョイ・フォーミダブル
ザ・ジョイ・フォーミダブル（The Joy Formidable）は、ウェールズのオルタナティヴ・ロック・バンド。2007年結成。

## 略歴
子供時代からの友人であったリアノン・"リッツィ"・ブライアンとリディアン・ダフィッド・デイヴィスが、マンチェスターでバンド「トリッキー・ニクソン」を結成。まもなくバンドは解散し、地元ノースウェールズへ戻り、2007年に「ザ・ジョイ・フォーミダブル」を結成。
2009年1月19日に、8曲入りEP『ア・バルーン・コールド・モーニング』をリリース。
2011年1月24日、メジャー・デビュー・アルバム『ザ・ビッグ・ロアー』をリリース。全英アルバムチャートにて初登場31位を記録し、ビルボードのトップ・ヒートシーカーズでは初登場8位を記録した。日本国内盤はワーナーミュージック・ジャパンより同年6月22日にリリースされた。

## 音楽性
イギリスのオルタナティヴ・ロック・バンドの中でも、特にハードな音楽性と演奏が特徴。『NME』誌は、ボーカルのリッツィに対し「彼女は、近いうちにスーパースターになる」と非常に高い評価をしている。

## メンバー

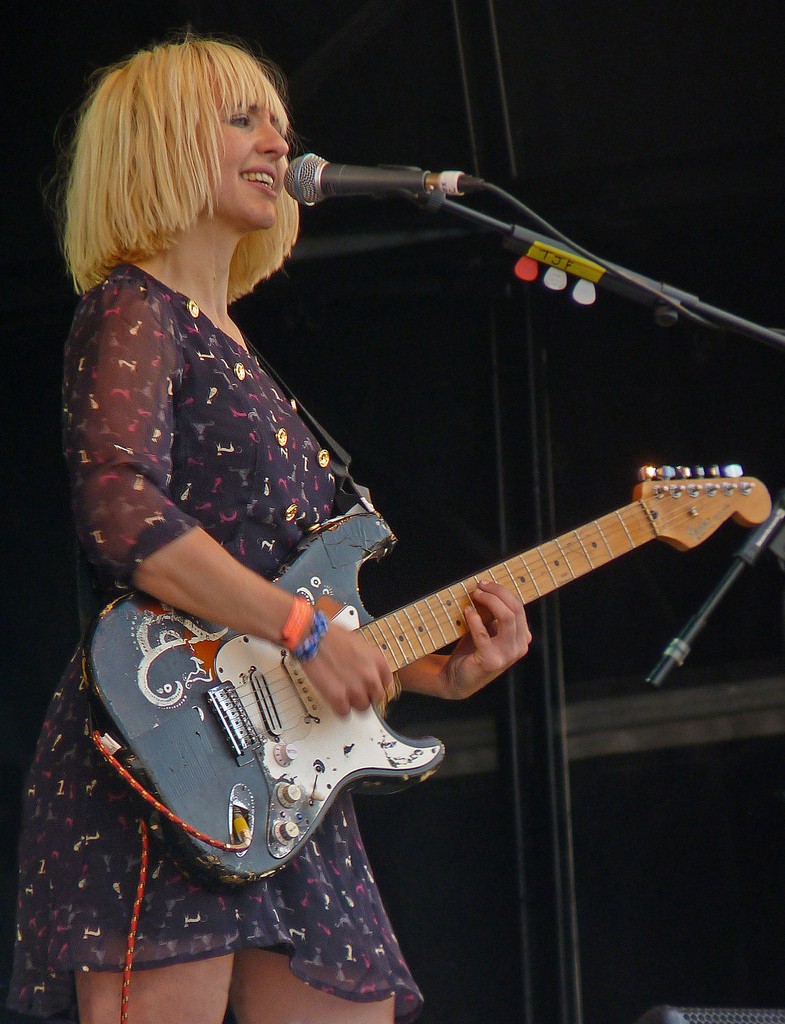
リッツィ (2010年のグラストンベリー・フェスティバルにて)

- リアノン・"リッツィ"・ブライアン (Rhiannon "Ritzy" Bryan) - ボーカル、ギター

『NME』誌が挙げる『NME's Cool List』の上位にランクイン。別のインタビューで、「クールって言葉の本当の意味がわからないから、コメントのしようがないわ」と語った。
- リディアン・ダフィッド・デイヴィス (Rhydian Dafydd Davies) - ベース

### 旧メンバー
- ジャスティン・スターリー (Justin Stahley) - ドラム
- マット・トーマス (Matt Thomas) - ドラム

## ディスコグラフィ

### スタジオ・アルバム
- 『ザ・ビッグ・ロアー』 - The Big Roar (2011年)
- Wolf's Law (2013年)
- Hitch (2016年)
- AAARTH (2018年)
- Into the Blue (2021年)

### ライブ・アルバム
- First You Have to Get Mad (2009年)
- Leave No Trace Live In L.A. (2018年)
- The Big Roar Live (2022年)
- Live At Clapham Grand 2023 (2023年)

### EP
- 『ア・バルーン・コールド・モーニング』 - A Balloon Called Moaning (2008年) ※全8曲入り。日本国内盤が、Rallye Recordsからリリースされているが、そちらは、全7曲入り。
- Bootleg, Vol. 1 (2011年)
- Roarities (2011年)
- The Big More (2011年)
- Sleep is Day (2016年)
- Flagstaff Bootleg (2020年)
- Pen Bwy Gilydd (2022年)